# Кланица 5
Кланица 5 или Дечји крсташки рат: Присилни плес са смрћу (1969) је антиратни роман научне фантастике у којем је амерички писац Курт Вонегат описао искуства војника Билија Пилгрима из Другог светског рата и путовања кроз време.
Српски превод је први пут објављен 1973. у библиотеци „Фест романи“ (БИГЗ, Београд).
Прати живот и искуства Билија Пилгрима, од његових раних година, до времена када је био амерички војник и помоћник капелана током Другог светског рата, до послератних година, при чему Били повремено путује кроз време. Текст се усредсређује на Билијево хватање од стране немачке војске и његово преживљавање након савезничког бомбардовања Дрездена као ратног заробљеника, искуство које је и сам Вонегут проживео као амерички војник. Дело је названо примером „непревазиђене моралне јасноће“ и „један од најтрајнијих антиратних романа свих времена“.

## Радња романа
Прича је испричана нелинеарним редоследом, а догађаји постају јасни кроз флешбекове и искуства путовања кроз време од непоузданог приповедача, који започиње роман писањем „Све се ово десило, мање-више“. Наратор проводи време описујући прво поглавље и његова искуства као студента антропологије Универзитета у Чикагу и дописника новина Chicago City News Bureau, његово истраживање о Дечјем крсташком рату и историји Дрездена, и његову посету Европи из доба хладног рата са својим ратним другом, Бернардом В. О'Харе. Он пише о Билију Пилгриму, Американцу из измишљеног града Илијума у Њујорку, који верује да је држан у ванземаљском зоолошком врту на измишљеној планети Тралфамадор и да је искусио путовање кроз време.
Као помоћник капелана у војсци Сједињених Држава током Другог светског рата, Били је лоше обучен, дезоријентисан и фаталистички амерички војник који открива да не воли рат и одбија да се бори. Пребачен је из базе у Јужној Каролини на линију фронта у Луксембургу током битке код Булгеа. Немци су га ухватили 1944. године. Били замало не умире због низа догађаја. Пре него што буде ухваћен, упознаје Роланда Вирија, патриоту, ратног хушкача и садистичког насилника који исмејава Билијев кукавичлук. Када су њих двојица ухваћени, Немци конфискују све што Вири има и присиљавају га да носи болне дрвене кломпе. Вири на крају подлеже гангрени изазваној ранама од крутих кломпи. Док умире у вагону пуном затвореника, Вири убеђује колегу Пола Лазара да је Били крив за његову смрт. Лазаро се заклиње да ће осветити Виријеву смрт убиством Билија, јер је освета „најслађа ствар у животу“.
У то тачно време, Били постаје „не-откопчан у времену“ и има флешбекове из свог бившег и будућег живота. Били и остали затвореници се транспортују у Немачку. До 1945. године, затвореници су стигли у немачки град Дрезден да раде на „радном уговору” (присилни рад). Немци држе Билија и његове колеге затворенике у празној кланици званој Schlachthof-fünf („кланица пет“). Током опсежног бомбардовања Дрездена од стране савезника, немачки стражари се са заробљеницима крију у кланици, која је делимично под земљом и добро заштићена од оштећења на површини. Као резултат тога, они су међу ретким преживелима ватрене олује која је беснела у граду између 13. и 15. фебруара 1945. Након Дана победе у мају 1945. Били је пребачен у Сједињене Државе и добија почасну отпуст у јулу 1945. године.
Убрзо, Били је хоспитализован са симптомима сличним посттрауматском стресном поремећају и смештен под психијатријску негу у болници за борачка питања у Лејк Плесиду. Тамо дели собу са Елиотом Роузвотером, који Билија упознаје са романима опскурног писца научне фантастике Килгора Траута. Након пуштања на слободу, Били се жени Валенсијом Мербл, чији отац поседује Илијум школу оптометрије коју Били касније похађа. Били постаје успешан и богат оптичар. Године 1947. Били и Валенсија су зачели своје прво дете Роберта на меденом месецу у Кејп Ен у Масачусетсу, а две године касније се рађа њихова ћерка Барбара. У Барбариној брачној ноћи, Билија је отео летећи тањир и одвео га на планету која је удаљена много светлосних година од Земље под називом Тралфамадор. Тралфамадорци су описани као способни да виде у четири димензије, истовремено посматрајући све тачке у просторно-временском континууму. Они универзално усвајају фаталистички поглед на свет: смрт им ништа не значи, а њихов уобичајени одговор на слушање о смрти је „тако је”.
На Тралфамадору, Били је постављен у провидну геодетску изложбу куполе у зоолошком врту; купола представља кућу на Земљи. Тралфамадорци су касније отели порнографску филмску звезду по имену Монтана Вајлдхак, која је нестала на Земљи и веровало се да се удавила у заливу Сан Педро. Намеравају да се паре са Билијем. Она и Били се заљубе и имају заједничко дете. Били је тренутно враћен на Земљу у временском изобличењу да поново проживи прошле или будуће тренутке свог живота.
Године 1968. Били и копилот су једини преживели у авионској несрећи у Вермонту. Док се вози да посети Билија у болници, Валенсија слупа свој аутомобил и умире од тровања угљен-моноксидом. Били дели болничку собу са Бертрамом Румфордом, професором историје са Универзитета Харвард који истражује званичну историју рата. Разговарају о бомбардовању Дрездена, чему професор у почетку одбија да верује да је Били био сведок; професор тврди да је бомбардовање Дрездена било оправдано упркос великом губитку цивила и потпуном уништењу града.
Билијева ћерка га води кући у Илијум. Он бежи у Њујорк. На Тајмс скверу посећује продавницу порнографских књига, где открива књиге које је написао Килгор Траут и чита их. Међу књигама он открива књигу под насловом The Broad Board, о пару који су отели ванземаљци и преварили да управљају инвестицијама ванземаљаца на Земљи. Такође проналази неколико насловница часописа на којима се бележи нестанак Монтане Вајлдхак, који је случајно приказан у порнографском филму који се приказује у радњи. Касније увече, када у једној радио емисији разговара о путовању кроз време у Тралфамадор, избачен је из студија. Враћа се у своју хотелску собу, заспи и путује кроз време у 1945. у Дрездену. Били и његови колеге затвореници имају задатак да лоцирају и сахрањују мртве. Након што је маорски новозеландски војник који је радио са Билијем умро од тегоба, Немци су почели масовно кремирати тела бацачима пламена. Билијев пријатељ Едгар Дерби је упуцан због крађе чајника. На крају сви немачки војници одлазе да се боре на Источном фронту, остављајући Билија и остале затворенике саме са птицама док се рат завршава.
Због нехронолошког приповедања, други делови Билијевог живота су испричани кроз књигу. Након што је Били избачен из радио студија, Барбара третира Билија као дете и често га надгледа. Роберт постаје изразити антикомуниста и зелена беретка у Вијетнамском рату. Били на крају умире 1976. године, када су Сједињене Државе подељене на двадесет одвојених земаља и нападнуте од стране Кине термонуклеарним оружјем. Он држи говор на бејзбол стадиону у Чикагу у којем предвиђа сопствену смрт и изјављује да „ако мислите да је смрт страшна ствар, онда нисте разумели ниједну реч коју сам рекао“. Убрзо након тога, убица кога је наручио старији Лазаро убио је ласерским пиштољем.

## Ликови
- Наратор: Понављајући се као споредан лик, наратор делује анонимно, а такође се јасно идентификује као Курт Вонегут, када каже: „То сам био ја. То сам био ја. То је био аутор ове књиге.“[2] Као што је горе наведено, као амерички војник током Другог светског рата, Вонегата су Немци ухватили у бици код Булге и превезли у Дрезден. Он и други ратни заробљеници преживели су бомбардовање док су били држани у дубоком подруму Кланице пет.[3] Наратор почиње причу описујући своју везу са запаљеним бомбама у Дрездену и разлоге зашто је написао Кланицу-5.
- Били Пилгрим: Фаталистички оптичар смештен у досадном, сигурном браку у Илијуму у Њујорку. Током Другог светског рата, држан је као ратни заробљеник у Дрездену и преживео је бомбардовање, искуства која су имала трајни утицај на његов послератни живот. Његово путовање кроз време дешава се у очајним тренуцима у његовом животу; он поново проживљава прошле и будуће догађаје и постаје фаталист (иако не и дефетиста) јер тврди да је видео када, како и зашто ће умрети.
- Роланд Вири: Слаб човек који сања о величини и опседнут крвљу и осветом, који спашава Билија неколико пута (упркос Билијевим протестима) у нади да ће стећи војну славу. Он се изборио са својом непопуларношћу у свом родном граду Питсбургу тако што се спријатељио, а затим тукао људе мање вољене од њега, и опседнут је очевом колекцијом опреме за мучење. Вири је такође насилник који туче Билија и обојицу их ухвати, што доводи до губитка његових зимских униформи и чизама. Уморни умире од гангрене у возу на путу до логора за ратне заробљенике, и криви Билија у својим предсмртним речима.
- Пол Лазаро: Још један заробљеник. Болесни, нерасположени крадљивац аутомобила из Цицерона, Илиноис, који Виријеве речи на самрти узима као осветничку жељу да убије Билија. Он води листу својих непријатеља, тврдећи да може било кога да убије за хиљаду долара плус путни трошкови. Лазаро је на крају испунио своје обећање Вирију и убио Билија ласерским пиштољем 1976. године.
- Килгор Траут: Пропали писац научне фантастике чији је родни град такође Илиум, Њујорк, и који зарађује новац управљајући достављачима новина. Добио је само једно писмо обожаватеља (од Елиота Роузвотера). Након што га Били сретне у једној страној уличици у Илијуму, он позива Траута на прославу годишњице брака. Тамо Килгор прати Билија, мислећи да је овај прозрео „временски прозор“. Килгор Пастрмка је такође главни лик у Вонегутовом роману Доручак шампиона из 1973. године.
- Едгар Дерби: средовечни професор у средњој школи који је осећао да треба да учествује у рату уместо да само шаље своје ученике у борбу. Иако релативно неважан, чини се да је био једини Американац пре бомбардовања Дрездена који је разумео шта рат може учинити људима. Током Кембеловог излагања он устаје и кажњава га, бранећи америчку демократију и савез са Совјетским Савезом. Немачке снаге су га по кратком поступку погубиле због пљачке након што су га ухватиле како узима котлић из уличне олупине након бомбардовања. Вонегут је рекао да је ова смрт врхунац књиге у целини.
- Хауард В. Кембел млађи: Нациста рођен у Америци. Пре рата, живео је у Немачкој где је био познати драматург на немачком језику који је регрутовало нацистичко Министарство пропаганде. У једном есеју он повезује беду америчког сиромаштва са рашчупаним изгледом и понашањем америчких ратних заробљеника. Едгар Дерби се супротставља њему када Кембел покушава да регрутује америчке ратне заробљенике у Амерички слободни корпус да се боре против комунистичког Совјетског Савеза у име нациста. Појављује се са каубојским шеширом и чизмама украшеним кукастим крстом и са црвеном, белом и плавом нацистичком траком. Кембел је протагониста Вонегутовог романа Мајка ноћ из 1962.
- Валенсија Мербл: Билијева жена и мајка њихове деце, Роберта и Барбаре. Били је емоционално удаљен од ње. Она умире од тровања угљен-моноксидом након саобраћајне несреће на путу до болнице да види Билија након његовог пада авиона.
- Роберт Пилгрим: Син Билија и Валенсије. Проблематичан дечак из средње класе и разочарани син који постаје алкохоличар са 16 година, напушта средњу школу и бива ухапшен због вандализма на католичком гробљу. Касније је толико апсорбовао антикомунистички поглед на свет да се претвара из адолесцентног бунтовника у предграђу у наредника Зелених беретки. Он осваја Пурпурно срце, Бронзану звезду и Сребрну звезду у Вијетнамском рату.
- Барбара Пилгрим: ћерка Билија и Валенсије. Она је "кучка блебетања" јер је морала да преузме вођство породице са двадесет година. Она има „ноге као едвардијански клавир“, удаје се за оптометристу и третира свог оца удовца као детињег инвалида.
- Тралфамадорци: Раса ванземаљских бића која изгледају (људима) као усправни клипови за тоалет са руком на врху, у којој је постављено једно зелено око. Они отимају Билија и уче га о односу времена према свету (као четвртој димензији), судбини и природи смрти. Тралфамадорци су представљени у неколико Вонегутових романа. У Кланици пет откривају да ће универзум бити случајно уништен од стране једног од њихових пробних пилота, и не могу ништа да ураде поводом тога.
- Монтана Вајлдхак: Прелепа млада манекенка која је отета и смештена поред Билија у зоолошки врт на Тралфамадору. Она и Били развијају интимну везу и имају дете. Она очигледно остаје на Тралфамадору са дететом након што је Били послан назад на Земљу. Били је види у филму који се приказује у продавници порнографских књига када застане да погледа романе о Килгору Трауту како седи на прозору. Њен необјашњиви нестанак је представљен на насловним странама часописа који се продају у радњи.
- "Дивљи Боб": Старогодишњи војни официр кога Били се среће у рату. Он каже својим заробљеницима да га зову "Дивљи Боб", јер мисли да су 451. пешадијски пук и под његовом командом. Он објашњава „Ако сте икада у Кодију, Вајоминг, питајте за Дивљег Боба“, што је фраза коју Били понавља у себи током целог романа. Умире од упале плућа.
- Елиот Роузвотер: Били се спријатељи са њим у болници за ветеране; он упознаје Билија са научно-фантастичним романима Килгора Траута. Роузвотер је написао једино писмо обожаватеља које је Траут икада добио. Роузвотер је такође претрпео ужасан догађај током рата. Били и Роузвотер сматрају да су романи Трауту корисни у суочавању са траумом рата. Роузвотер се појављује у другим Вонегутовим романима, као што је Бог вас благословио, господине Роузвотер (1965).
- Бертрам Коупланд Румфорд: професор историје на Харварду, пензионисани бригадни генерал америчког ваздухопловства и милионер. Он дели болничку собу са Билијем и заинтересован је за бомбашки напад на Дрезден. Он је у болници након што је сломио ногу на меденом месецу са својом петом женом Лили, једва писменом девојком која је напустила средњу школу. Описан је као сличан Теодору Рузвелту по изгледу и манирима. Бертрам је вероватно рођак Винстона Најлса Румфорда, лика из Вонегутовог романа Сирене Титана из 1959. године.
- Извиђачи: Два америчка пешадијска извиђача заробљена иза немачких линија који проналазе Роланда Верија и Билија. Роланд себе и извиђаче назива „Три мускетара“. Извиђачи напуштају Роланда и Билија јер их ови успоравају. Откривено је да су их Немци стрељали и убили у заседи.
- Бернард В. О'Харе: Приповедачев стари ратни пријатељ који је такође држан у Дрездену и тамо га прати после рата. Он је муж Мери О'Харе, и окружни је тужилац из Пенсилваније.
- Мери О'Харе: супруга Бернарда В. О'Хара, коме је Вонегут обећао да ће књигу назвати Дечји крсташки рат. О њој се укратко говори на почетку књиге. Када наратор и Бернард покушавају да се присете својих ратних искустава, Мери се жали да су током рата били само „бебе“ и да ће их наратор приказати као храбре људе. Наратор се спријатељи са Мери обећавајући да ће их приказати онако како је рекла и да у његовој књизи „неће бити удела за Френка Синатру или Џона Вејна“.
- Вернер Глук: Шеснаестогодишњи Немац задужен за чување Билија и Едгара Дербија када су први пут смештени у кланицу пет у Дрездену. Он не зна како се сналази и случајно води Билија и Едгара у заједнички туш где се купају неке немачке избеглице из Вроцлава. Он је описан као сличан Билију.

## Стил писања
Роман је једноставан по синтакси и структури реченице, део Вонегутовог стила. Исто тако, иронија, сентименталност, црни хумор и дидактичност преовладавају у целом делу. Као и већи део његовог опуса, Кланица-пет је разбијена на мале делове, а у овом случају, кратка искуства у једном тренутку. Сам Вонегут је тврдио да су његове књиге „у суштини мозаици сачињени од читаве гомиле ситних чипова... и сваки чип је шала“. Вонегут такође укључује ручно цртане илустрације, технику коју је поновио у свом следећем роману, Доручак шампиона (1973). Карактеристично је да Вонегут у великој мери користи понављање, често користећи фразу „Тако иде“: као рефрен када се догађаји смрти, умирања и смртности дешавају или се помињу, као наративни прелаз на другу тему, као мементо мори, као комично олакшање, и да објасни необјашњиво. Појављује се 106 пута.
Књига је класификована као постмодерни, мета-фиктивни роман. Прво поглавље Кланице-пет написано је у стилу ауторског предговора о томе како је дошао до писања романа. Наратор уводи генезу романа говорећи о својој повезаности са бомбардовањем у Дрездену и зашто говори о томе. Он описује себе и књигу, рекавши да је то очајнички покушај научног рада. Прво поглавље завршава разговором о почетку и крају романа. Затим прелази на причу о Билију Пилгриму: „Слушајте: Били Пилгрим се откачио у времену“, дакле прелаз из перспективе писца у перспективу трећег лица, свезнајућег приповедача. (Употреба речи „Слушај“ као уводног уметања имитира епску песму Беовулф.) Чини се да измишљена „прича“ почиње у другом поглављу, иако нема разлога да се претпостави да прво поглавље није фикција. Ова техника је уобичајена за постмодерну метафикцију.
Наратор извештава да Били Пилгрим свој живот доживљава дисконтинуирано, тако да насумично живи (и проживљава) своје рођење, младост, старост и смрт, а не уобичајеним линеарним редоследом. Постоје две главне наративне нити: Билијев ратни период (прекинут епизодама из других периода и места у његовом животу), који је углавном линеаран, и његов дисконтинуирани предратни и послератни живот. Билијева егзистенцијална перспектива била је угрожена тиме што је био сведок уништења Дрездена, иако је дошао „на време“ пре него што је стигао у град. Кланица-пет је испричана кратким, декларативним реченицама, које сугеришу смисао читања извештаја о чињеницама.
Прва реченица каже: „Све се ово десило, мање-више“. (У 2010. ово је рангирано на 38. месту на листи „100 најбољих првих стихова из романа” ) Речено је да уводне реченице романа садрже естетску „изјаву о методи” читавог романа.

## Теме

### Рат
У Кланици пет, Курт Вонегут покушава да се помири са ратом кроз очи наратора, Билија Пилгрима. Пример у роману који показује да Курт Вонегут жели да прихвати своја прошла ратна искуства налази се у првом поглављу када каже: „Све се ово десило, мање-више. Ратни делови су, у сваком случају, прилично истинити. Један момак кога сам познавао заиста је убијен у Дрездену јер је узео чајник који није био његов. Још један момак кога сам познавао заиста је претио да ће његове личне непријатеље убити унајмљени наоружани људи после рата. И тако даље. Променио сам сва имена“. Како се роман наставља, релевантно је да је стварност смрт. Кланица-пет се фокусира на људску машту док испитује општу тему романа, а то је катастрофа и утицај који рат оставља за собом. Смрт је нешто што се дешава прилично често у Вонегутовој кланици-пет. Када се у роману догоди смрт, Вонегат обележава ту прилику изреком 'тако је.' Бергенхолц и Кларк пишу о томе шта Вонегут заправо мисли када користи ту изреку: „Вероватно ће читаоци који нису прихватили тралфамадорски детерминизам бити и забављени и узнемирени овом неселективном употребом 'Тако иде'. Такав хумор је, наравно, црни хумор.“

### Религија
Хришћанска филозофија је присутна у Вонегутовој Кланици-5, али није много цењена. Када се Бог и хришћанство помињу у делу, то се помиње горким или безбрижним тоном. Треба само погледати како војници реагују на помен тога. Иако је Били Пилгрим усвојио неки део хришћанства, није их приписао свима. Јустус то најбоље сумира када помиње да, „Тралфамадорски детерминизам и пасивност' који Пилгрим касније усваја, као и хришћански фатализам у којем је сам Бог одредио зверства рата...“. Након Јустусовог аргумента, Пилгрим је био лик који је прошао кроз рат и путовао кроз време. Пошто је искусио све ове страхоте током свог живота, Пилгрим је на крају усвојио хришћански идеал да је Бог све планирао и да је дао своје одобрење да се рат догоди.
Како Били Пилгрим постаје „невезан за време“, суочава се са новом врстом филозофије. Када се Пилгрим упознаје са Тралфамадорцима, сазнаје другачији поглед на судбину и слободну вољу. Док хришћанство може рећи да су судбина и слободна воља ствари Божјег божанског избора и људске интеракције, Тралфамадоризам се не би сложио. Према тралфамадорској филозофији, ствари постоје и увек ће бити, и ништа не може да их промени. Када Били пита зашто су га изабрали, Тралфамадорци одговарају: "Зашто ви? Зашто ми? Зашто било шта? Зато што овај тренутак једноставно јесте." Начин размишљања Тралфамадорца није онај у којем постоји слободна воља. Ствари се дешавају јер им је увек било суђено да се догоде. Наратор приче објашњава да Тралфамадорци виде време одједном. Овај концепт времена најбоље објашњавају сами Тралфамадорци, док разговарају са Билијем Пилгримом о овом питању рекавши: „Ја сам Тралфамадорац, гледајући на све време као што можете видети део Стеновитих планина. Све време је све време. се не мења. Не подлеже упозорењима или објашњењима. Једноставно јесте." После овог конкретног разговора о виђењу времена, Били даје изјаву да изгледа да ова филозофија не изазива никакав осећај слободне воље. На ово, Тралфамадорци су одговорили да је слободна воља концепт који, од „посетио тридесет и једну насељену планету у универзуму“ и „проучио извештаје о још стотину“, „само се на Земљи говори о слободној вољи.”
Користећи тралфамадорску пасивност судбине, Били Пилгрим учи да превиди смрт и шок повезан са смрћу. Пилгрим тврди да је Тралфамадорска филозофија о смрти његова најважнија лекција:
Најважнија ствар коју сам научио на Тралфамадору је да када особа умре, изгледа да само умире. Он је још увек веома жив у прошлости, тако да је веома глупо да људи плачу на његовој сахрани. Сви тренуци, прошли, садашњи и будући, увек су постојали, увек ће постојати. ... Када Тралфамадорац види леш, мисли само да је мртва особа у лошем стању у том тренутку, али да је иста особа сасвим добро у многим другим тренуцима. Сада, када и сам чујем да је неко мртав, једноставно слегнем раменима и кажем оно што Тралфамадорци кажу о мртвима, а то је „Тако иде“.

### Постмодернизам
Значај постмодернизма је тема која се понавља у роману Курта Вонегута. У ствари, каже се да је постмодернизам произашао из модернистичког покрета. Ова идеја се појавила на разним платформама као што су музика, уметност, мода и филм. У Кланици пет, Курт Вонегат користи постмодернизам како би оспорио модернистичке идеје. Овај роман се често назива „антиратна књига“. Вонегат користи своје лично ратно знање да разоткрије праве ужасе иза затворених врата. Постмодернизам износи на видело срцепарајућу истину изазвану ратовима. Током година, постмодернисти тврде да је свет бесмислено место без универзалног морала. Све се дешава просто случајно.

### Ментална обољења
У свом чланку, Кевин Браун тврди да Курт Вонегут говори у име ветерана. Према његовим речима, послератни ужаси су неизлечиви. У чланку се наводи да Пилгримови симптоми одговарају онима код ПТСП-а. Поред тога, Били је добио недостатак лечења у психијатријској болници. Браун завршава чланак изјавом да је Били живот сматрао бесмисленим само због ствари које је видео у рату. Рат је десензибиловао и заувек променио људе.

## Пријем и критике
Рецензије о роману су углавном биле позитивне од 31. марта 1969. у новинама The New York Times у којој се наводи: „или ћете га заволети или га гурнути назад у кутак научне фантастике.“ Ово је био Вонегутов први роман који је постао бестселер, задржавши се на листи бестселера Њујорк Тајмса шеснаест недеља и достигавши врхунац на 4. месту. Године 1970. Кланица-пет је номинована за награду Небула и Хуго за најбољи роман. Од тада је нашироко сматран класичним антиратним романом, а појавио се и на листи 100 најбољих романа на енглеском језику написаних од 1923. часописа Тајм.
Кланица пет је био предмет многих покушаја цензуре због свог непоштеног тона, наводно опсценог садржаја и приказа секса, употребе вулгарности од стране америчких војника и перципиране јереси. Било је то једно од првих књижевних признања да су хомосексуалци, који се у роману називају „виле“, били међу жртвама Холокауста.
У Сједињеним Државама је повремено био забрањен на часовима књижевности, уклоњен из школских библиотека и избачен из књижевних наставних планова и програма. Године 1972. окружни судија је описао књигу као „покварену, неморалну, психотичну, вулгарну и антихришћанску.“
Врховни суд САД је размотрио импликације првог амандмана уклањања књиге, између осталог, из јавних школских библиотека и закључио да „локални школски одбори не смеју уклоните књиге са полица школских библиотека једноставно зато што им се не свиђају идеје садржане у тим књигама и настоје њиховим уклањањем 'прописати шта ће бити ортодоксно у политици, национализму, религији или другим питањима мишљења'." Кланица-5 је шездесет-. седми унос на листи „Најчешће оспораваних књига 1990–1999“ Америчког библиотечког удружења и четрдесет шести на листи „Најчешће изазиваних књига 2000–2009“. Кланица-5 и даље је контроверзна. У августу 2011. роман је забрањен у Републичкој средњој школи у Мисурију. Меморијална библиотека Курта Вонегута узвратила је тако што је понудила 150 бесплатних примерака романа ученицима Републичке гимназије по принципу „први дође, први добије“.
Критичари су оптужили овај роман да је квијетистичко дело, јер Били Пилгрим верује да је појам слободне воље необична земаљска илузија. Проблем је, према Роберту Мерилу и Петеру А. Шолу, у томе што „Вонегутови критичари изгледа мисле да он говори исту ствар [као и Тралфамадорци]“. За Ентонија Берџеса, „Кланица је нека врста избегавања – у извесном смислу, попут Питера Пена ЈМ Барија – у којој нам се говори да ужас бомбардовања Дрездена, и све оно што имплицира, пренесемо до нивоа фантазије. ..“ За Чарлса Хариса, „Главна идеја која произилази из Кланице-5 изгледа да је прави одговор на живот онај резигнирано прихватање“. За Алфреда Казина, „Вонегут одбија сваки покушај да се види трагедија, тог дана, у Дрездену... Он воли да каже, са великим фатализмом, цитирајући један ужас за другим, 'Тако то иде'.“ За Танера, „Вонегут јесте. ..потпуно саосећање са таквим квијетистичким импулсима." Исти појам се налази у Вонегутовој изјави, књизи оригиналних есеја које су написали и сакупили Вонегутови најоданији академски обожаваоци.